# مامورعلی
مامورعلی (به انگلیسی: Ejen Ali) یک مجموعه انیمیشن مالزیایی است که توسط WAU Animation تولید شده است، با تمرکز بر پسری که به‌طور تصادفی پس از استفاده از سیستم هوشمند Infinity Retinal Intelligent (IRIS)، نمونه اولیه دستگاه ساخته شده توسط آژانس تاکتیکی ماتا پیشرفته (MATA) مأمور شد. ایریس توسط سیگنال‌های عصبی کنترل می‌شود که کاربر را قادر می‌سازد تا اقدامات برنامه‌ریزی شده توسط کامپیوتر را انجام دهد. پس از این حادثه، علی و دایی اش مأمور باکار در ماموریت‌های ماتا همکاری می‌کنند.
این سریال با فرمت HDTV منتشر شده و اولین بار در تاریخ ۸ آوریل ۲۰۱۶ از TV3 پخش شد. مأمور علی اولین مجموعه انیمیشنی است که متعلق به رسانه پریما برهاد (MPB) است.درحال حاضر ۳ فصل و ۱ فیلم سینمایی آمده و در سال 2025-۱۴۰۳ دومین فیلم سینمایی در خرداد ماه پخش میشود